# Ха Цзинь
Ха Цзинь (англ. Ha Jin, кит. 哈金, собственно Цзинь Сюэфэй (кит. упр. 金雪飞, пиньинь Jīn Xuěfēi), 21 февраля 1956, пров. Ляонин) — американский писатель китайского происхождения, известный критик и скептик в области прозы.

## Биография
Сын военного. Служил в армии, начал самостоятельно изучать английский язык, слушая радио. В 1981 закончил Хэйлунцзянский университет, продолжил обучение в университете г. Цзинань. В 1985 отправился учиться в аспирантуру в США. После событий на площади Тяньаньмэнь принял решение не возвращаться в Китай. У него уже была опубликована книга стихов на английском языке (1990), он продолжил занятия литературой. Выпустил несколько книг стихов, сборников новелл, романов. Преподавал в университете Эмори в Атланте, в настоящее время преподает в Бостонском университете.

## Признание
Ему присуждены Национальная книжная премия, Американская литературная премия ПЕН/Фолкнер и Хемингуэя американского ПЕН-Клуба, Премия Фланнери О’Коннор за короткий рассказ и др.

## Произведения
- Between Silences, стихи (1990)
- Facing Shadows, стихи (1996)
- Ocean of Words, новеллы (1996)
- Under the Red Flag, новеллы (1997)
- In the Pond, роман (1998)
- Waiting, роман (1999) / Номинация на Пулитцеровскую премию.
- The Bridegroom, новеллы (2000)
- Wreckage, стихи (2001)
- The Crazed, роман (2002)
- War Trash, роман (2004)
- A Free Life, роман (2007)